# 我執
我执，佛教术语，又名人执，即妄执人有一实在的我（補特伽羅）。
我執按三界境界相可分為:
1. 執取見聞嗅嚐觸知等自性，於欲界所觸之境界，以如是知覺性為不壞之我。
2. 執取見聞觸知等自性，於色界所觸之境界，以如是知覺性為不壞之我。
3. 執取了知定境之自性，於無色界所住之定境相或執取恆審思量心為常住不壞之我。

“我執”在大乘佛教中，为二执之一，对应的为“法执”。

## 分类
我執在《成唯识论》中，分为俱生我执与分别我执。
三科的分类法，要求佛教僧众从这三方面来观察世界，旨在斷除我执。

### 俱生我执
俱生我执是指出生即有。
俱生我执来自深层意识，很难切断。

### 分别我执
分别我执是指後天薰習而得。
分别我执只在表层意识中有，即因为后天外界的影响而形成的我执，因为不是与生俱来的，故较容易斩断。